# Arrêt Anguet
L'arrêt Anguet est une décision du Conseil d'État rendu le 3 février 1911 qui autorise le cumul des fautes personnelles et de services lors d'un litige.

## Les faits

Logo de La poste française

M. Anguet est entré dans un bureau de poste peu avant l'heure de fermeture afin d'y encaisser le montant d'un mandat. Cependant, alors qu'il n'était pas encore sorti et que l'horaire de fermeture de la poste n'était pas encore atteint, le bureau a fermé ses portes. Cette fermeture anticipée a contraint M. Anguet à emprunter la sortie de service de l'établissement. Or deux employés de l'établissement poussent violemment M. Anguet vers la sortie, ce qui le fait chuter et entraina une fracture de sa jambe.

## La procédure et le problème de droit
M. Anguet engagea d'abord la responsabilité personnelle des deux employés qui l'avaient poussé. Ils furent condamnés correctionnellement. Mais le requérant déposa également une requête devant le Ministre des travaux publics, puis un recours au Conseil d’Etat, engageant la responsabilité du bureau de poste. En effet, d'après le requérant, le bureau de poste était la cause initiale de l’accident puisque celui-ci découlait du fonctionnement défaillant du service du fait de la fermeture prématurée de la porte destinée au public, ou de la mauvaise disposition de la porte destinée aux employés.
Le responsable du bureau de poste conteste l'engagement de la responsabilité de son service considérant que la faute découle uniquement du comportement personnel des fonctionnaires. Il affirme en outre, que les fautes personnelles et de service ne peuvent pas se cumuler.
Ainsi, le Conseil d'État devait vérifier si une faute de service pouvait être retenue contre le bureau de poste et si une telle faute pouvait être cumulée avec une faute personnelle.

## La solution
Le Conseil d'Etat retient que la fermeture anticipée de la porte affectée au public constitue une faute de service de la part du bureau de poste. Il décide que « dans  ces conditions, l’accident dont le requérant a été victime, par suite de sa brutale expulsion de cette partie du bureau, doit être attribué, quelle que soit la responsabilité personnelle encourue par les agents, auteurs de l’expulsion, au mauvais fonctionnement du service public ». Et que par conséquent M. Anguet peut demander réparation de son préjudice au service postal.
Le Conseil d'Etat considère donc que peuvent être encourues simultanément deux responsabilités, découlant respectivement d'une faute personnelle et d'une faute de service. Il précise toutefois, que le service n'est pas responsable des fautes personnelles mais uniquement des préjudices découlant de la faute commise par le service. En l'espèce, l'une des conséquences de la faute de service est la commission d'une faute personnelle puisque la seconde ne serait pas advenue sans la première. Dans notre cas les deux fautes se cumulent donc et M. Anguet peut demander une indemnisation à la fois aux fonctionnaires ayant commis une faute personnelle et au service postal ayant commis une faute de service.
Toutefois, si les deux fautes n'avaient eu aucun lien de causalité, alors le cumul des responsabilités aurait été impossible.